# Муфтій

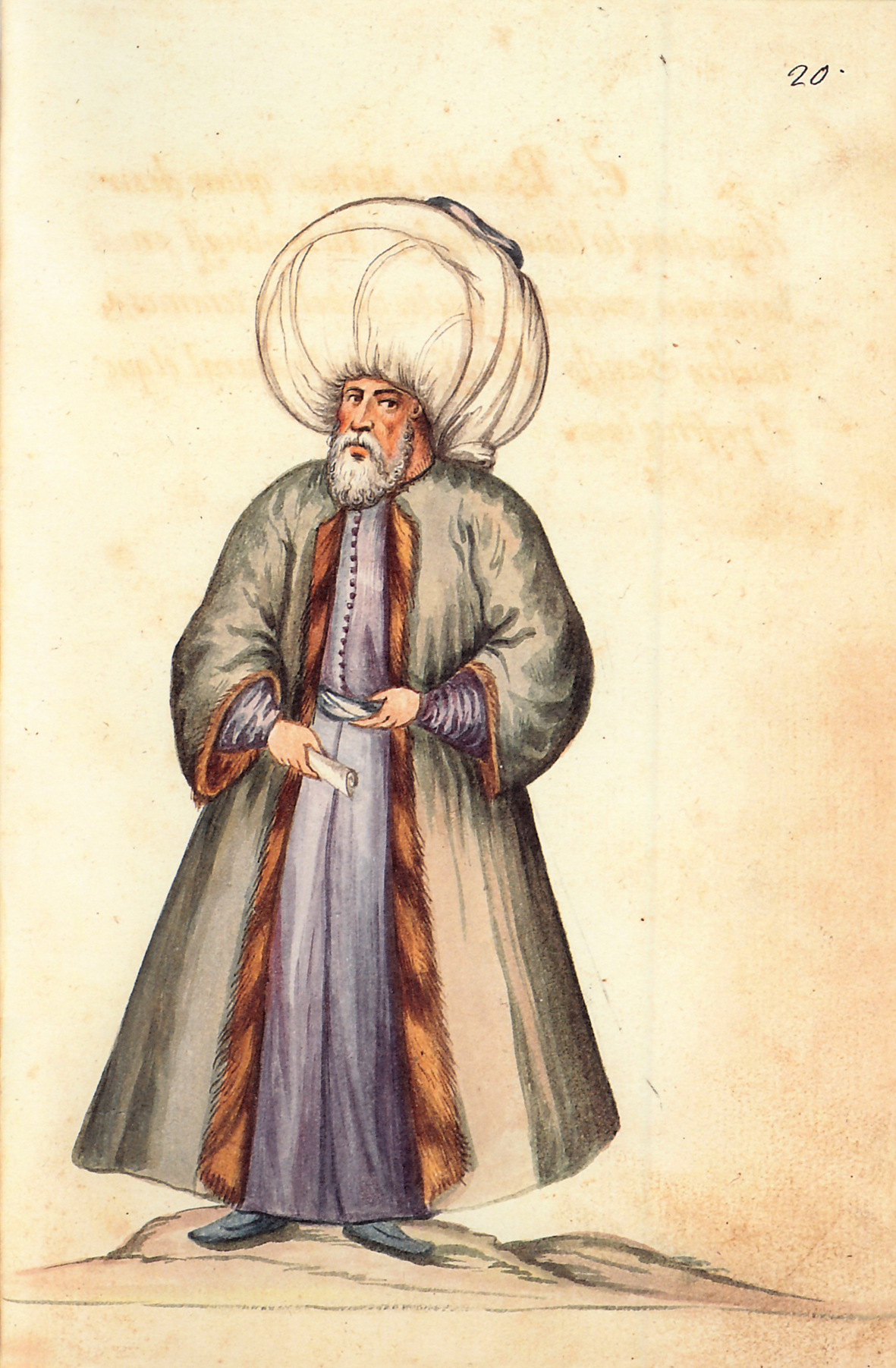
Турецький муфтій, малюнок 17 століття іспанського художника

Му́фтій (араб. مفتى — muftī, похідне від афта — «висловлювати думку») — 1) мусульманський богослов-правознавець, якому надано право давати фетву з різних релігійно-юридичних питань, спираючись на прецеденти з практики каді. Нині в кожному мусульманському духовенстві є головний муфтій, який має і велику владу і дає рішення як з державних, так і власне з релігійних питань. 2) Вища духовна особа у мусульман-сунітів, уповноважена ухвалювати рішення (фетви) з питань застосування шаріату. У країнах де іслам є державною релігією, муфтій призначається урядом.
Також титул представника вищого мусульманського духівництва, що відповідає у християнстві титулу єпископа.
Спочатку, до 1517 року, вищою духовною особою мусульман уважалися халіфи, а після того як з 1517 року титул халіфа стали носити османські султани, вони почали призначати своїх заступників по духовних питаннях із правом видання фетв. Першим муфтієм був Кемаль-паша.
Наразі в Україні існує 6 муфтіятів, тобто 6 мусульманських організацій, які мають власного муфтія як вченого чий авторитет вони визнають. Найбільш відомими муфтіями в Україні є Шейх Саід Ісмагілов, Шейх Ахмед Тамім, Еміралі Аблаєв.